# Phenom (serie televisiva)
Phenom è una serie televisiva statunitense in 22 episodi andati in onda per la prima volta nel corso di una sola stagione da settembre 1993 a maggio 1994 sulla rete ABC. In Italia la serie è andata in onda su Italia 1. Negli Stati Uniti la serie totalizzò buoni ascolti per i primi episodi ma l'audience non mantenne gli stessi livelli durante quelli seguenti e fu cancellata dopo la fine della prima stagione. L'attrice Ashley Johnson vinse un Young Artist Award nel 1993 nella categoria "migliori attrici sotto i dieci anni" per il suo ruolo della piccola Mary Margaret.

## Trama
La quindicenne Angela Doolan ha il potenziale per essere una campionessa di tennis, ma si preoccupa di perdere la sua normalità e di recidere i suoi legami familiari. Il padre di Angela ha abbandonato la famiglia, per riscoprire la sua gioventù con donne più giovani, lasciando la madre Dianne da sola ad accudire i figli (tra cui il maggiore Brian e la figlia più piccola Mary Margaret). Lou è l'ossessivo allenatore di tennis di Angela, determinato a tutti i costi a far emergere le qualità sportive della ragazza, indipendentemente dalla sua crescita in altri ambiti di vita, dopo averla vista trionfare nel torneo giovanile della California. Ma la madre Dianne fa di tutto per consentire al giovane fenomeno sportivo una vita normale impegnandosi ad essere una buona madre nonostante sia senza un compagno. I contrasti tra la madre di Angela e l'allenatore fanno da sfondo a molti risvolti comici della trama

## Personaggi
- Dianne Doolan (22 episodi, 1993-1994), interpretata da Judith Light. Donna divorziata, impegnata ad accudire i tre figli Angela, Brian e Mary Margaret. Non vuole che la figlia Angela dedichi tutta la sua vita allo sport e cominci a viaggiare per il mondo per partecipare ai vari tornei.
- Angela Doolan (22 episodi, 1993-1994), interpretata da Angela Goethals. Quindicenne fenomeno del tennis, trova l'amore e nel corso della stagione comprende che non può dedicare tutta la sua vita al tennis, sport che comunque ama.
- Mary Margaret Doolan (22 episodi, 1993-1994), interpretata da Ashley Johnson. Bambina spigliata, è la sorella di Angela.
- Brian Doolan (22 episodi, 1993-1994), interpretato da Todd Louiso. Fratello maggiore di Angela.
- Roanne (22 episodi, 1993-1994), interpretata da Jennifer Lien.
- Lou Del La Rosa (21 episodi, 1993-1994), interpretato da William Devane. Allenatore di Angela, ossessionato dalle enormi potenzialità sportive della ragazza. È spesso in contrasto con la madre per questo motivo. È convinto che Angela diventerà presto la nº 1 in classifica se seguirà i suoi consigli e i suoi metodi ferrei.
- Monica (14 episodi, 1993-1994), interpretata da Sara Rue.
- Jesse (6 episodi, 1993-1994), interpretato da Randy Josselyn.
- Sorella Felicia (6 episodi, 1993-1994), interpretata da Marianne Muellerleile.
- Sorella Mary Incarnata (6 episodi, 1993-1994), interpretata da Debra Jo Rupp.
- Tess (3 episodi, 1993-1994), interpretata da Gabrielle Boni.
- Tony (3 episodi, 1994), interpretato da John Christian Graas.
- Maureen Del La Rosa (2 episodi, 1993-1994), interpretata da Kathleen Freeman.
- Clare (2 episodi, 1993-1994), interpretata da Beverley Mitchell.
- Padre Coyle (2 episodi, 1993-1994), interpretato da Raymond O'Connor.
- Dom Del La Rosa (2 episodi, 1993-1994), interpretato da Peter Van Norden.
- Kathy (2 episodi, 1993), interpretata da Heather DeLoach.
- Annette (2 episodi, 1993), interpretata da Shanelle Workman.
- Stephen (2 episodi, 1994), interpretato da Peter Sands.[1]

## Episodi
| Stagione       | Episodi | Prima TV originale |
| -------------- | ------- | ------------------ |
| Prima stagione | 22      | 1993-1994          |